# Białynicze
Białynicze (biał. Бялынічы, Białyničy) – miasto na Białorusi, w obwodzie mohylewskim, centrum administracyjne rejonu białynickiego. 10,7 tys. mieszkańców (2010).
W miejscowym kościele znajdował się obraz Matki Boskiej Białynickiej wsławiony podczas obrony Lachowicz (1660). Za miastem znajduje się zdziczały park i ruiny pałacu Ogińskich.
Podczas okupacji hitlerowskiej, we wrześniu 1941 roku Niemcy utworzyli getto dla żydowskich mieszkańców. Przebywało w nim około 700 osób. 12 grudnia 1941 roku Niemcy zlikwidowali getto, a Żydów zamordowali  w lesie Mkhi. Sprawcami zbrodni było Einsatzkommando 8 oraz lokalna białoruska policja. 